# هاآپای
هاآپایی (به لاتین: Haʻapai) یک جزیره در تونگا است که در تونگا واقع شده‌است.

## خصوصیات
هاآپایی ۶٬۶۱۶ نفر جمعیت دارد و ۱٬۰۴۶ متر بالاتر از سطح دریا واقع شده‌است.